# EN8-6
A EN8-6 é uma estrada nacional que integrava a rede nacional de estradas de Portugal, localizada no concelho de Alcobaça no distrito de Leiria.

Liga Alcobaça ao IC2, através da Venda das Raparigas, localidade a sudeste da vila da Benedita.

Esta classificação foi atribuída, em 1973, a um troço que até então fazia parte do traçado da N1.

Foi reclassificada segundo o Plano Rodoviário Nacional de 2000 como Estrada Regional.

A estrada tem, desde Alcobaça até encontrar a N1 - perto da Venda das Raparigas -, 18,3 km de extensão.